# Вербівська вулиця
Ве́рбівська ву́лиця — вулиця у Святошинському районі міста Києва, місцевість Михайлівська Борщагівка. Пролягає від вулиці Дев'ятого Травня до вулиці Стратонавтів.

## Історія
Виникла у 1-й половині XX століття, мала назву вулиця Ворошилова, на честь Климента Ворошилова. з 1974 року отримала назву вулиця Маршала Бірюзова, на честь радянського військового діяча, маршала Сергія Бірюзова. 
Сучасна назва, що походить від кутка Верби колишнього села Михайлівська Борщагівка, яким пролягає вулиця — з 2022 року.